# Lugnetkyrkan
Lugnetkyrkan är en frikyrka i Falun med drygt 500 medlemmar och ansluten till samfundet Evangeliska Frikyrkan.

## Bakgrund
Lugnetkyrkans församling bildades på nyårsafton 1939. Församlingen hette då Filadelfiaförsamlingen och var länge en ganska liten församling. Mot slutet av 70-talet började dock en tydlig tillväxt att ske i församlingen. Det gjorde att man växte ur de lokaler som man då hade på Hyttgatan och under några år hyrde man därför Hälsingbergskyrkan som möteslokal. Så småningom blev även den lokalen för trång och beslutet fattades då att bygga Elsborgskyrkan som invigdes pingsthelgen 1991. 20 år efter att Elsborgskyrkan invigts köpte församlingen SVT:s lokaler på Lugnet i Falun då de befintliga lokalerna återigen inte räckte till för de drygt 400 medlemmarna och en omfattande renovering och tillbyggnad av lokalerna påbörjades. I januari 2013 invigdes Lugnetkyrkan.